# 亨利·康威尔
亨利·康威尔（英語：Henry Conwell，约1748年—1842年4月22日）是生于爱尔兰的美国天主教会主教，1776年当上祭司并在爱尔兰服务四十余年。康威尔长期在天主教阿馬總教區担任副主教，但教皇决定不予扶正，1819年派他前往美国担任第二任费城主教。
康威尔当上主教时年势已长，大部分时间都在与教区平信徒理事、特别是费城圣玛利亚教堂理事冲突。圣玛利亚教堂祭司威廉·霍根卷入争议，康威尔将他解职并逐出教会，教会理事拒绝他的命令，导致教区轻微分裂。1826年双方已达成部分和解，但梵蒂冈当局认为康威尔为和解把太多权力拱手让给平信徒，将他召回罗马。
康威尔名义上还是主教，但实际控制权被迫交给助理主教弗朗西斯·肯里克。他留在费城履行部分祭司职责，但从实际角度出发已不再掌管费城总教区。1842年4月22日，康威尔在费城谢世，享年约94岁。

## 早年经历，跻身神职
亨利·康威尔约1748年生于爱尔兰倫敦德里郡马尼莫尔（今北爱尔兰），父亲叫欧文·康威尔，母亲叫玛丽·基冈（婚后随夫姓）。亨利在巴黎爱尔兰学院深造，并于1776年11月晋铎祭司。
康威尔受过良好教育，精通拉丁语、法语、西班牙语、意大利语，但在传教方面声望平平。他1785年左右打算移居美国，但担心新国家教区财政尚不稳定，决定不申请前去任职。1792或1793年他出任鄧甘嫩教区祭司，1794年起任阿馬總教區副主教。1818年理查德·奥雷利大主教去世后，康威尔任代理大主教。

## 费城主教

### 圣职授任
康威尔手下许多阿马总教区神职人员建议教皇把他扶正，但反对派指控他经常前往法国或苏格兰，缺席教区活动。英国政府也反对，希望教皇任命更倾向保障英国利益的帕特里克·柯蒂斯。庇護七世教皇任命柯蒂斯，让康威尔选择到费城还是马德拉斯当主教，后者选择费城。1819年9月24日，年过古稀的康威尔在伦敦晋铎主教，祝圣仪式由伦敦宗座代牧区領銜主教威廉·波因特主持，神父詹姆斯·布拉姆斯顿、约瑟夫·弗朗西斯·卡普协助。
1814年迈克尔·弗朗西斯·伊根主教去世后费城总教区一直没有主教，天主教高层多次填补空缺未果。巴尔的摩大主教若望·卡罗尔所辖教省包括费城，他先后考虑至少15名人选，但要么因种种原因不合适，要么候选人谢绝（如教长路易斯·德巴特）。卡罗尔不确定新成立教省挑选候选人的程序到底该怎么走，许多神职人员认为宾夕法尼亚州天主教徒很少、教会寥寥无几、主教职位不得民心，这些因素都导致主教长期空缺。
美国天主教会长期因理事负责制陷入争端很可能导致主教主持教区运作的职责更加复杂。欧洲天主教会拥有财产，通过神职人员直接控制教区。美国早期天主教会大多源自平信徒购买地产、建起教堂，进而要求介入教区管理，来自欧洲的神职人员依然对教区组织抱持传统观念，他们来到美国后自然就与平信徒理事发生冲突。从宏观角度来看，这种冲突代表美国和欧洲对天主教权威的不同理解。

### 威廉·霍根、教区分裂

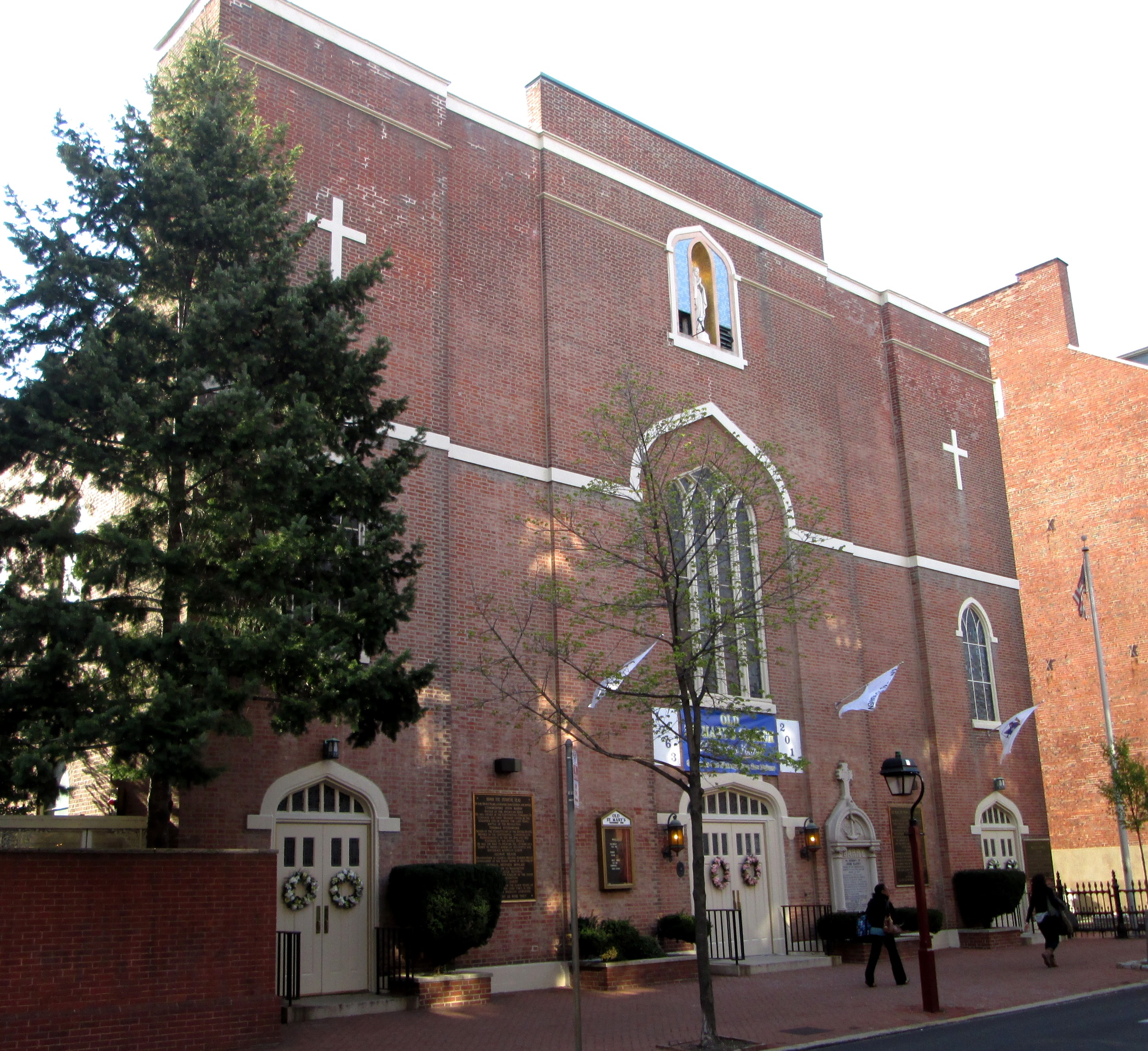
康威尔的任期因理事负责制争议蒙上阴影，费城圣玛利亚教堂（图）是发生争议的核心地带

康威尔1820年12月2日抵达費城。没有主教的几年里，费城总教区的理事负责制争议愈演愈烈。祭司威廉·霍根在康威尔抵达前不久找上暂代管理教区的德巴特，想在费城传教。德巴特大致了解霍根的过往后同意，把他派到圣玛利亚教堂。霍根马上与组成理事会的平信徒打成一片，面对争议选择站在理事一方，反对神职人员。霍根的所作所为导致他与康威尔水火不容。康威尔抵达费城时，霍根从老圣若瑟教堂神父宿舍搬到街对面的别墅，声称原有住宿条件太差，但反对派指称他用私宅招待女人。霍根在礼拜日走上讲坛将事态公开，宣称康威尔等任何人都无权干涉他在哪儿住。
康威尔同周召集费城各神父开会，宣布霍根停职。理事会支持霍根，康威尔谴责众理事“卑鄙，已经不是天主教徒”，是“最恶劣的雅各宾党人”。。他还召来上任主教伊根调走的道明會修道士威廉·文森特·哈罗德协助。圣玛利亚教堂理事过去与哈罗德不和，进而更不信任康威尔。教区呈现分裂态势，圣玛利亚教堂理事不认为康威尔的权威超越理事会或霍根，甚至明确拒绝康威尔参加理事会，推举霍根取而代之。如此行为等于公开反抗教会等级，康威尔1821年5月27日公开宣布把霍根逐出天主教。
1822年，康威尔任命哈罗德担任教区副主教。霍根之争导致的教区分裂发生重大变化，霍根受到强奸和殴打罪名指控。费城市长罗伯特·沃顿亲自主持审判，引起全市关注。陪审团裁定被告罪名不成立，但霍根的形象已经受损。教皇来信表示支持康威尔，霍根一度同意离开费城总教区，但又改变主意留下来。同年的圣玛利亚教堂理事选举充满血腥与骚乱，亲霍根派系最后获胜。1823年，霍根的支持者鼓动当地妇女自称与康威尔有染并生下孩子，但案件很快驳回，原告被判偽證罪成立。霍根1824年致信《国家公报》，提议创办受罗马制约更少的“美国天主教会”，此时支持他的圣玛利亚教堂理事已经动摇，他不久便离开费城。
为结束分裂，康威尔1826年向理事会部分让步，同意由理事会决定神职人员薪酬，还能否决他的任命。理事会投桃报李，承认他的主教与教区资深神父地位。主教有权任命圣玛利亚教堂神父，但理事会可以在中立委员会仲裁任何任命分歧。

### 召回罗马
理事会很快抛弃协定，妥协的消息传到聖座后梵蒂冈也反对，谴责康威尔将主教权利拱手相让。哈罗德致信罗马，声称妥协是迈克尔·赫利神父与康威尔的新教律师约西亚·兰德尔所为，康威尔本人与此无关。康威尔认为哈罗德此举形同背叛，解除他的副主教职务，任命赫利取而代之。理事会放下过去对哈罗德的敌视，站在他一边反对康威尔，乃至向罗马呈请解职主教。阿瑟·恩尼斯1776年的著作指出，康威尔此时年势已高，脑子也不灵便，颇有些心灰意冷，打算只要能在爱尔兰当主教就离开费城。
1827年，梵蒂冈萬民福音部正式否决康威尔与理事会的协议，谴责赫利对达成协议发挥的作用。梵蒂冈把康威尔召回罗马，巴尔的摩大主教安布罗斯·马雷查尔受命在康威尔离开时监督费城总教区，他从巴尔的摩教区任命威廉·马修斯担任教长代管。康威尔1828年7月12日启程，抵达罗马后受命报告详细经过。梵蒂冈暂时不准他返回费城，承诺他可在充分解释后迁至欧洲任何地方。1829年他私下离开罗马，教皇得知后下令如果康威尔返回费城就停职。同年十月，康威尔经费城前往正举办首届省议会的巴尔的摩。

### 退休

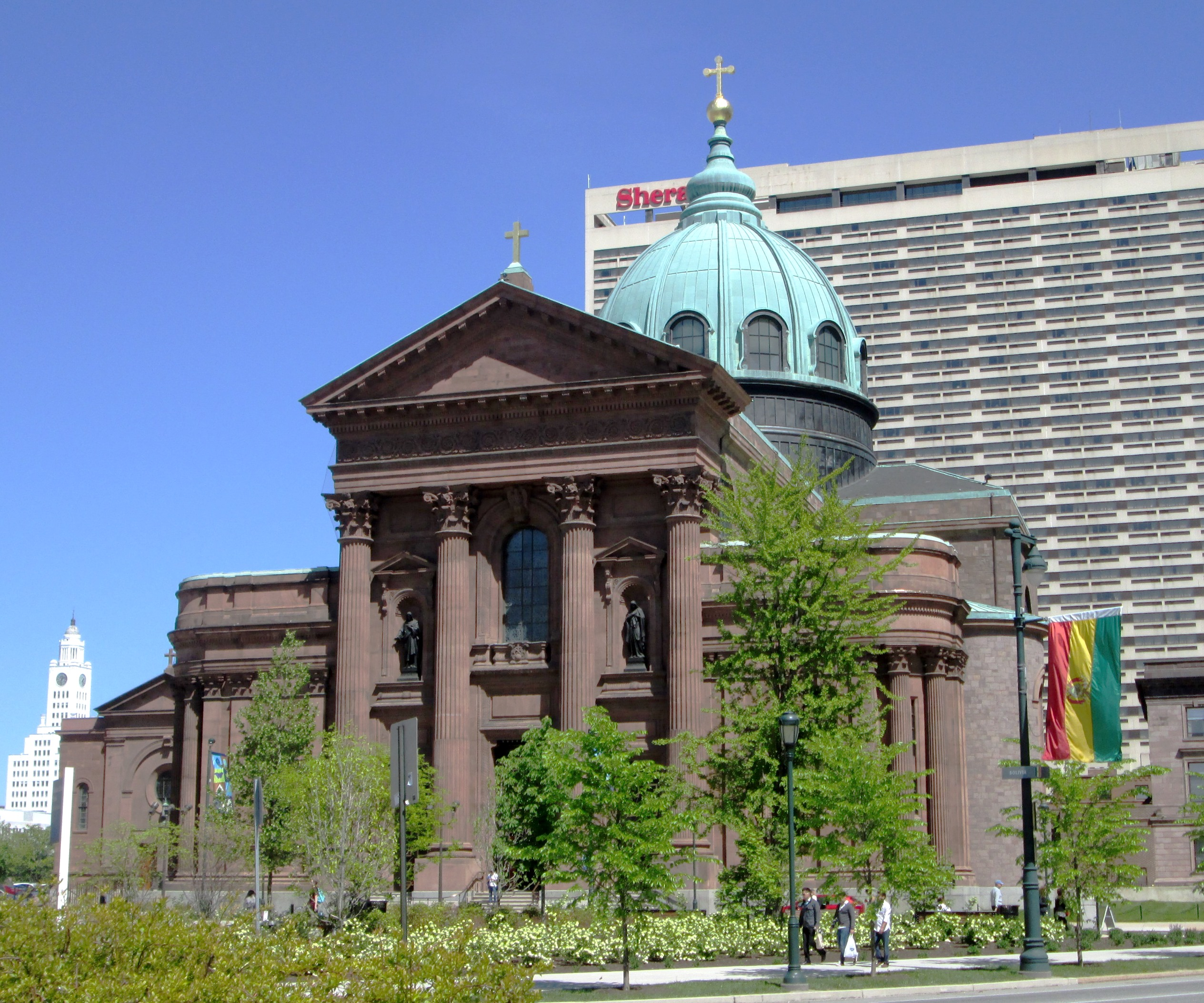
康威尔与其他大部分费城主教都葬在聖伯多祿聖保祿聖殿主教座堂（图）地下室

康威尔在巴尔的摩宣布服从罗马，宣誓乐于退休，不再参与教区管理常务。梵蒂冈次年任命弗朗西斯·肯里克担任康威尔的助理主教，同时赋予教区管理权和主教席位继承权。康威尔始终没有放弃头衔或在教区行使职权的权力，与肯里克的关系一直不稳。他获许继续主持禮拜儀式，但在管理上没有实权，在隐居和祈祷中度过余生。他失去实权后继续生活十余年，但失明后无法行使仅有的大部分职责。
1842年4月22日，约94岁高龄的康威尔与世长辞，肯里克继任费城主教。康威尔死后，侄甥辈提起诉讼，声称主教墓地是康威尔私人财产，应归他们继承。最后他们在逐出教会的威胁下收回指控。康威尔的遗体葬在圣玛利亚教堂墓地，1864年遗骨迁至聖伯多祿聖保祿聖殿主教座堂。

## 脚注
1. 1 2 3  Luke 1940，第291–292頁.
2. 1 2  Griffin 1915，第162頁.
3. 1 2  Ennis 1976，第86頁.
4. ↑  Griffin 1915，第166頁.
5. 1 2 3 4 5 6  Loughlin 1908.
6. 1 2 3 4  Griffin 1915，第163頁.
7. ↑  MacAuley 1982，第342–343頁.
8. ↑  Code of Canon Law.
9. ↑  Bransom 1990，第13頁.
10. 1 2 3  Shea 1886，第156頁.
11. 1 2  Ennis 1976，第80–81頁.
12. ↑  Carey 1978，第357–358頁.
13. ↑  Hessinger 2011，第368頁.
14. ↑  Griffin 1913，第23–24頁.
15. 1 2  Ennis 1976，第91頁.
16. ↑  Ennis 1976，第91-92頁.
17. 1 2  Ennis 1976，第93頁.
18. ↑  Ennis 1976，第94頁.
19. 1 2 3 4  Ennis 1976，第95頁.
20. ↑  Hessinger 2011，第357–359頁.
21. 1 2  Ennis 1976，第99頁.
22. 1 2  Ennis 1976，第97頁.
23. ↑  Ennis 1976，第100頁.
24. ↑  House 1934，第1–5頁.
25. 1 2 3  Ennis 1976，第101頁.
26. 1 2  Ennis 1976，第102頁.
27. ↑  Ennis 1976，第103頁.
28. 1 2 3 4 5  Ennis 1976，第104頁.
29. ↑  Barr 2008，第615頁.
30. ↑  Nolan 1976，第163頁.
31. ↑  Luke 1940，第293頁.

### 图书
- Bransom, Charles N. . Washington, D.C.: United States Catholic Conference. 1990. ISBN 1-55586-323-X.
- Ennis, Arthur J. . Connelly, James F.  (编). . Wynnewood, Pennsylvania: Unigraphics Incorporated. 1976: 63–112. OCLC 4192313.
- Loughlin, James. . . New York: Robert Appleton Company. 1908  [2021-08-23]. （原始内容存档于2021-05-03）.
- Nolan, Hugh J. . Connelly, James F.  (编). . Wynnewood, Pennsylvania: Unigraphics Incorporated. 1976: 113–208. OCLC 4192313.
- Shea, John Gilmary. . New York: The Office of Catholic Publications. 1886  [2021-08-23]. ISBN 9781555863234. OCLC 8217858.

### 斯刊、论文、网页
- Barr, Colin. . The English Historical Review. 2008-06, 123 (502): 611–650. JSTOR 20108543. doi:10.1093/ehr/cen161.
- Carey, Patrick. . The Catholic Historical Review. 1978-07, 64 (3): 357–376. JSTOR 25020365.
- Griffin, Martin I.J. . Records of the American Catholic Historical Society of Philadelphia. 1913, 23 (1): 16–42  [2021-08-23]. （原始内容存档于2022-05-24）.
- Griffin, Martin I.J. . Records of the American Catholic Historical Society of Philadelphia. 1915, 26 (1): 162–178  [2021-08-23]. （原始内容存档于2022-05-24）.
- Hessinger, Rodney. . Journal of the Early Republic. Fall 2011, 31 (3): 357–396. JSTOR 41261629. S2CID 143910967. doi:10.1353/jer.2011.0033.
- Luke, Brother. . Journal of the County Louth Archaeological Society. 1940, 9 (4): 290–337. JSTOR 27728517. doi:10.2307/27728517.
- MacAuley, Ambrose. . Seanchas Ardmhacha: Journal of the Armagh Diocesan Historical Society. 1982, 10 (2): 331–365. JSTOR 29740967. doi:10.2307/29740967.
- House, Albert V.  (PDF) (学位论文). University of Wisconsin. 1934  [2021-08-23]. OCLC 51818085. （原始内容 (PDF)存档于2022-05-23）.
- . Libreria Editrice Vaticana. 1983  [2021-08-23]. （原始内容存档于2021-08-22）.

| 天主教會職銜                | 天主教會職銜          | 天主教會職銜           |
| --------------------------- | --------------------- | ---------------------- |
| 前任： 迈克尔·弗朗西斯·伊根 | 费城主教 1819至1842年 | 繼任： 弗朗西斯·肯里克 |